# Vrcovice
Vrcovice jsou obec v okrese Písek v Jihočeském kraji. Leží pět kilometrů severně od Písku. Obec se skládá ze dvou částí, a to z Vrcovic a Starých Lázní. Žije zde 194 obyvatel.
Ve vesnici je železniční zastávka, kaple, hasičská zbrojnice a obecní úřad s knihovnou. Asi dva kilometry západně u Otavy leží rekreační chatová oblast a plynová lávka přes řeku. Část obce Staré lázně v minulosti bývala vyhlášenou lázeňskou destinací.

## Historie
První písemná zmínka o Vrcovicích pochází z roku 1542.

## Obyvatelstvo
| Rok            | 1869 | 1880 | 1890 | 1900 | 1910 | 1921 | 1930 | 1950 | 1961 | 1970 | 1980 | 1991 | 2001 | 2011 | 2021 |
| -------------- | ---- | ---- | ---- | ---- | ---- | ---- | ---- | ---- | ---- | ---- | ---- | ---- | ---- | ---- | ---- |
| Počet obyvatel | 265  | 270  | 276  | 242  | 241  | 249  | 222  | 185  | 170  | 149  | 136  | 105  | 106  | 179  | 177  |
| Počet domů     | 31   | 33   | 34   | 37   | 38   | 39   | 41   | 43   | 37   | 40   | 37   | 40   | 53   | 65   | 68   |

## Obecní správa
Mezi lety 1850–1987 byly Vrcovice obcí v okrese Písek. Od 1. ledna 1988 do 30. června 1990 patřily jako část obce k Záhoří a od 1. července 1990 jsou opět samostatnou obcí. V letech 1850–1920 a v letech 1960–1987 k obci patřily Držov a Vojníkov a v letech 1960–1987 také Louka.

### Obecní symboly
Znak a vlajka byly obci uděleny rozhodnutím předsedy Poslanecké sněmovny Parlamentu České republiky dne 6. ledna 2021. Ty se skládají z modrého podkladu, symbolizujícího řeku Otavu, bílého hradiště a zlatých šišek, odkazujících na rozsáhlé obecní lesy a především na dvě části obce: Vrcovice a Staré Lázně. Mezi šiškami je vyobrazen zlatý trs obilí, jenž znázorňuje zemědělství, které je s obcí odjakživa spjato.

## Pamětihodnosti
Ke kulturním památkám patří vrcovické hradiště ze starší doby bronzové jihozápadně od vesnice, usedlost čp. 11 a kaple na návsi zasvěcená svatému Václavovi.

## Osobnosti
- Josef Hessoun (1830–1906), katolický kněz, misionář mezi Čechy v USA
- Anna Větrovská (rozená Hesounová) (1899–1941), válečná hrdinka, vyznamenána za statečnost československým válečným křížem[12][13]
- Cyril Větrovský (1922–1945), syn Anny Větrovské; válečný hrdina, vyznamenán za statečnost československým válečným křížem[12][13]

## Okolní obce a sousedící katastry
- Písek
- Dolní Novosedly
- Horní Novosedly
- Záhoří
- Svatonice
- Vojníkov
- Držov
- Topělec

## Galerie

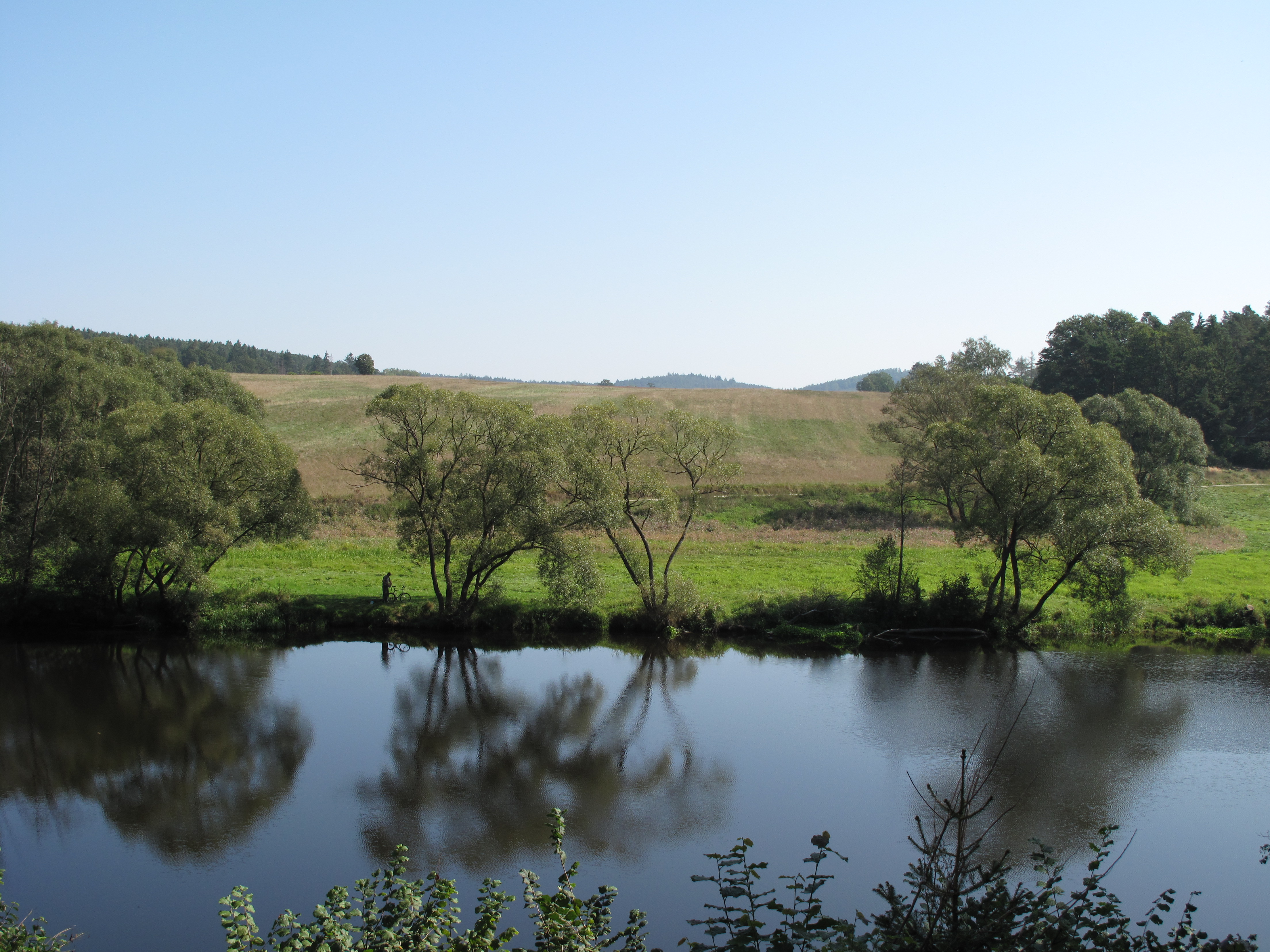
Otava u Vrcovic
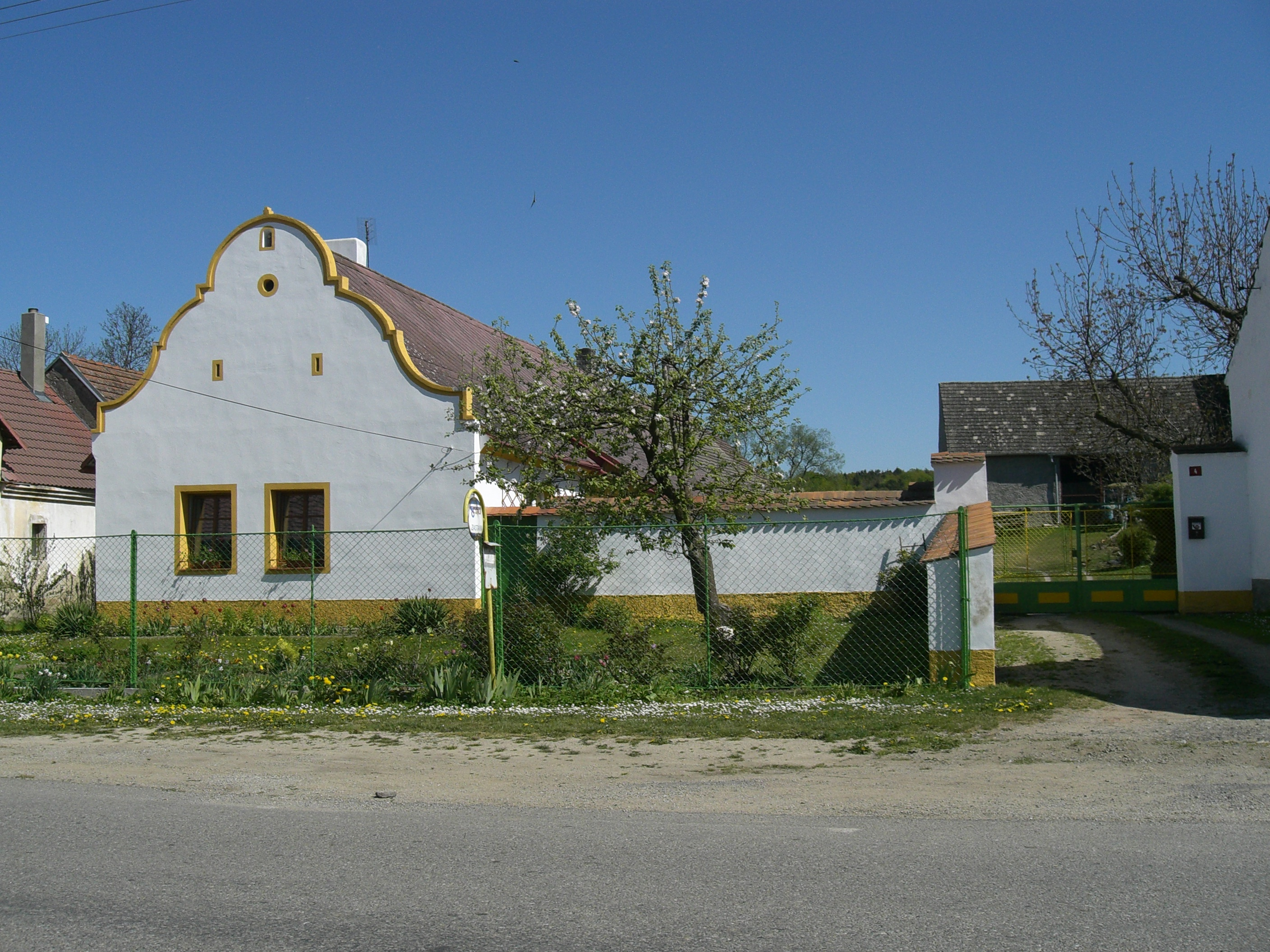
Stavení
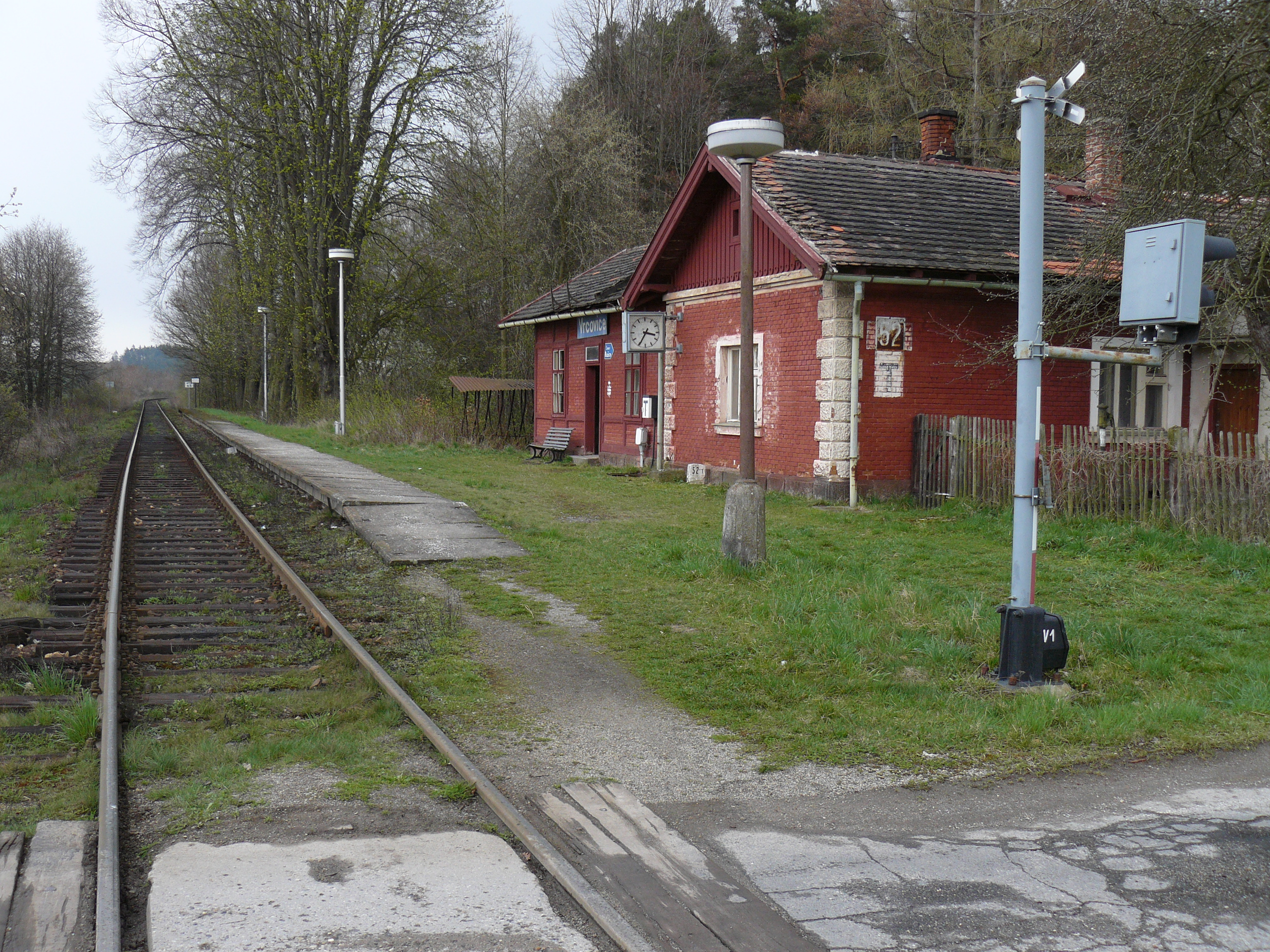
Železniční zastávka
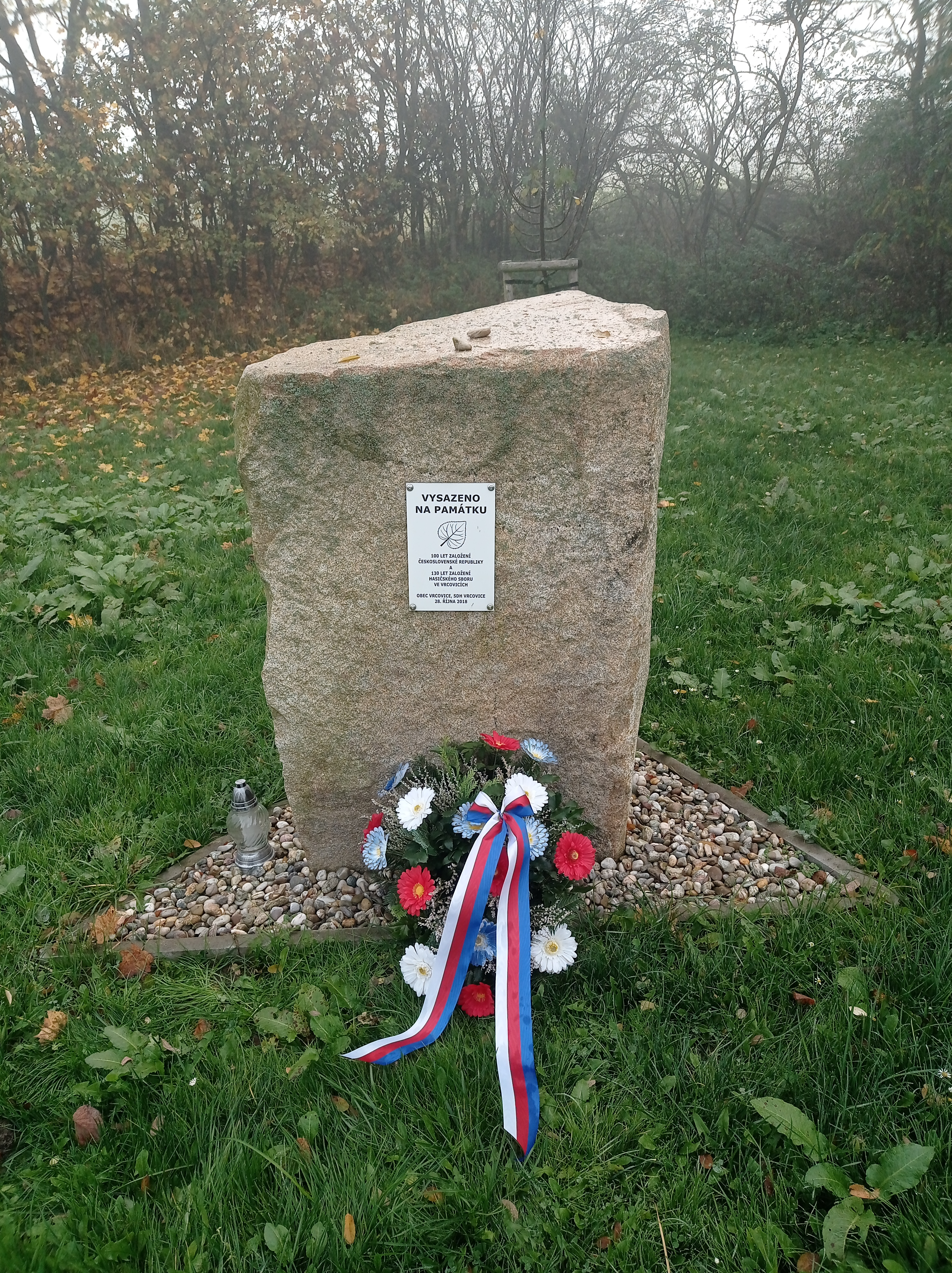
Památník 100. výročí založení ČSR
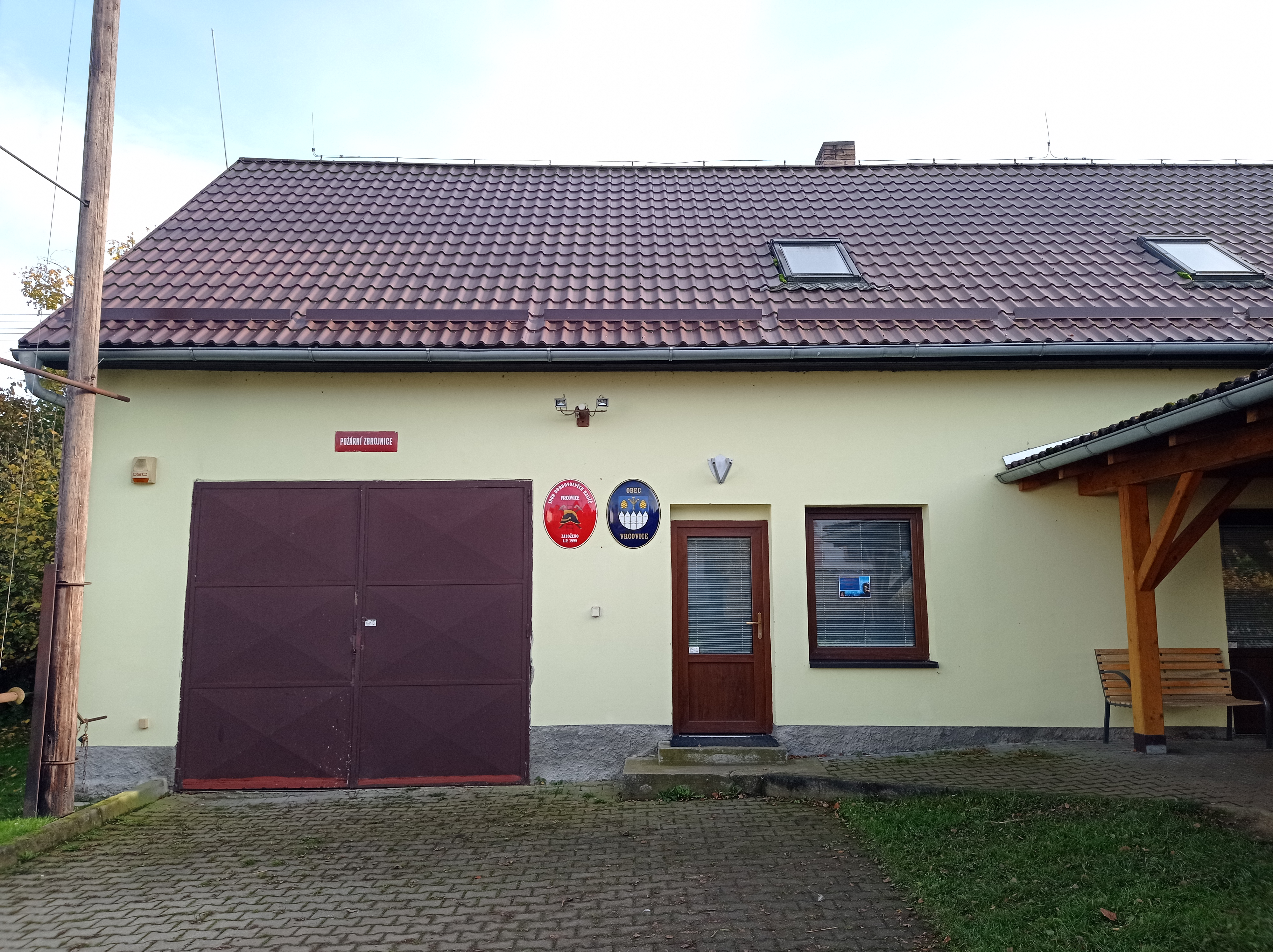
Obecní úřad a hasičská zbrojnice
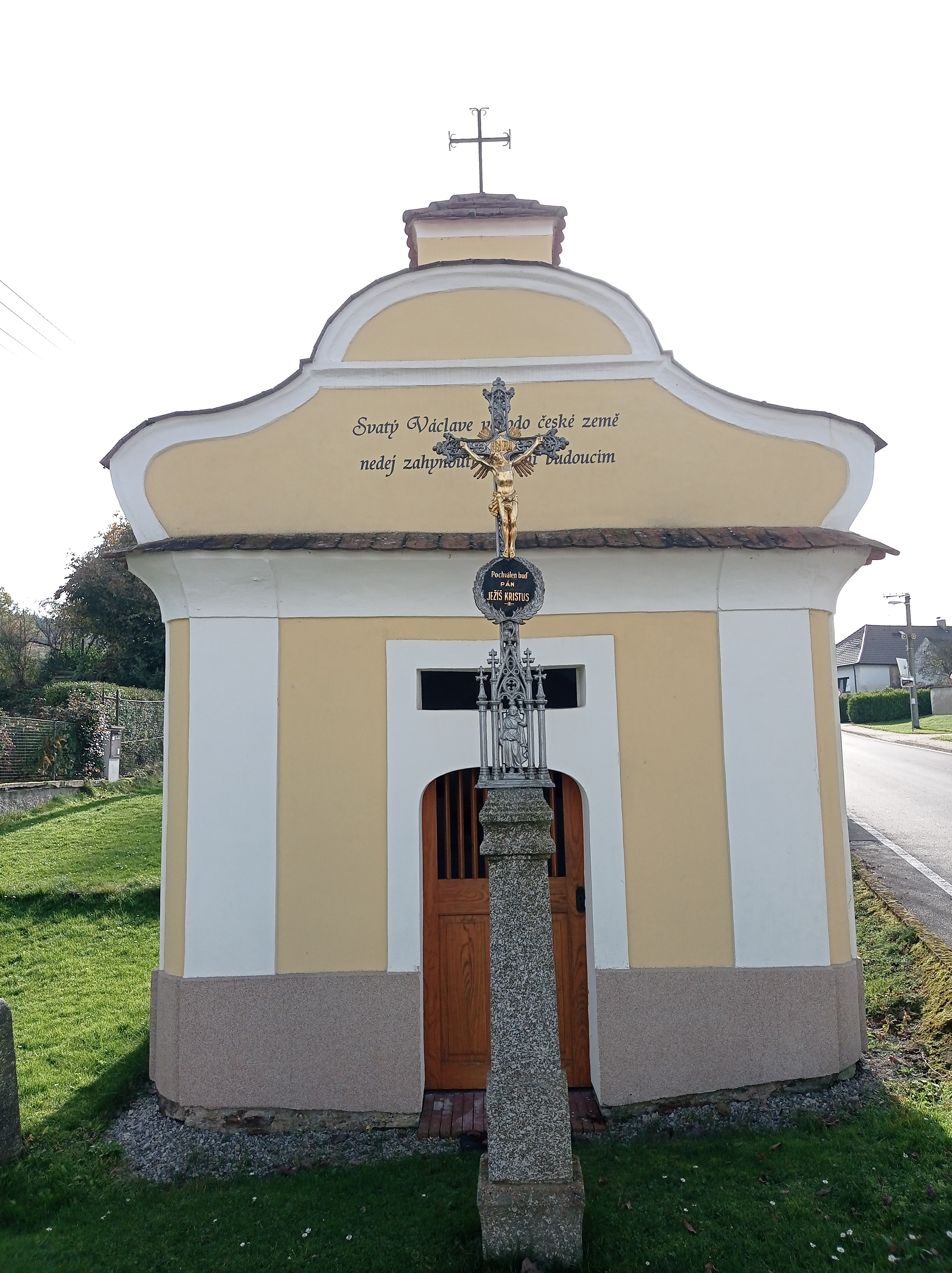
Vrcovická kaplička
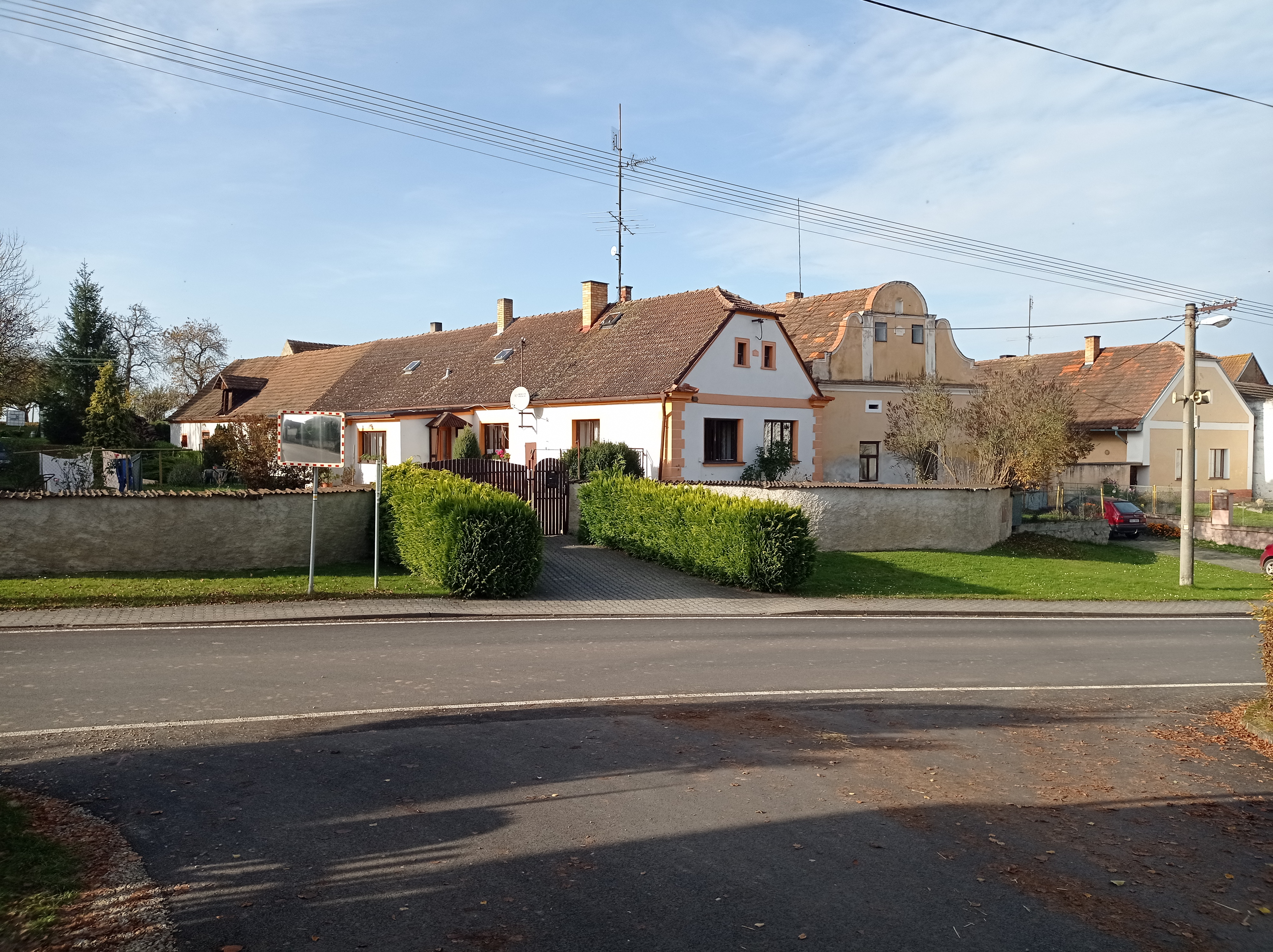
Prostranství
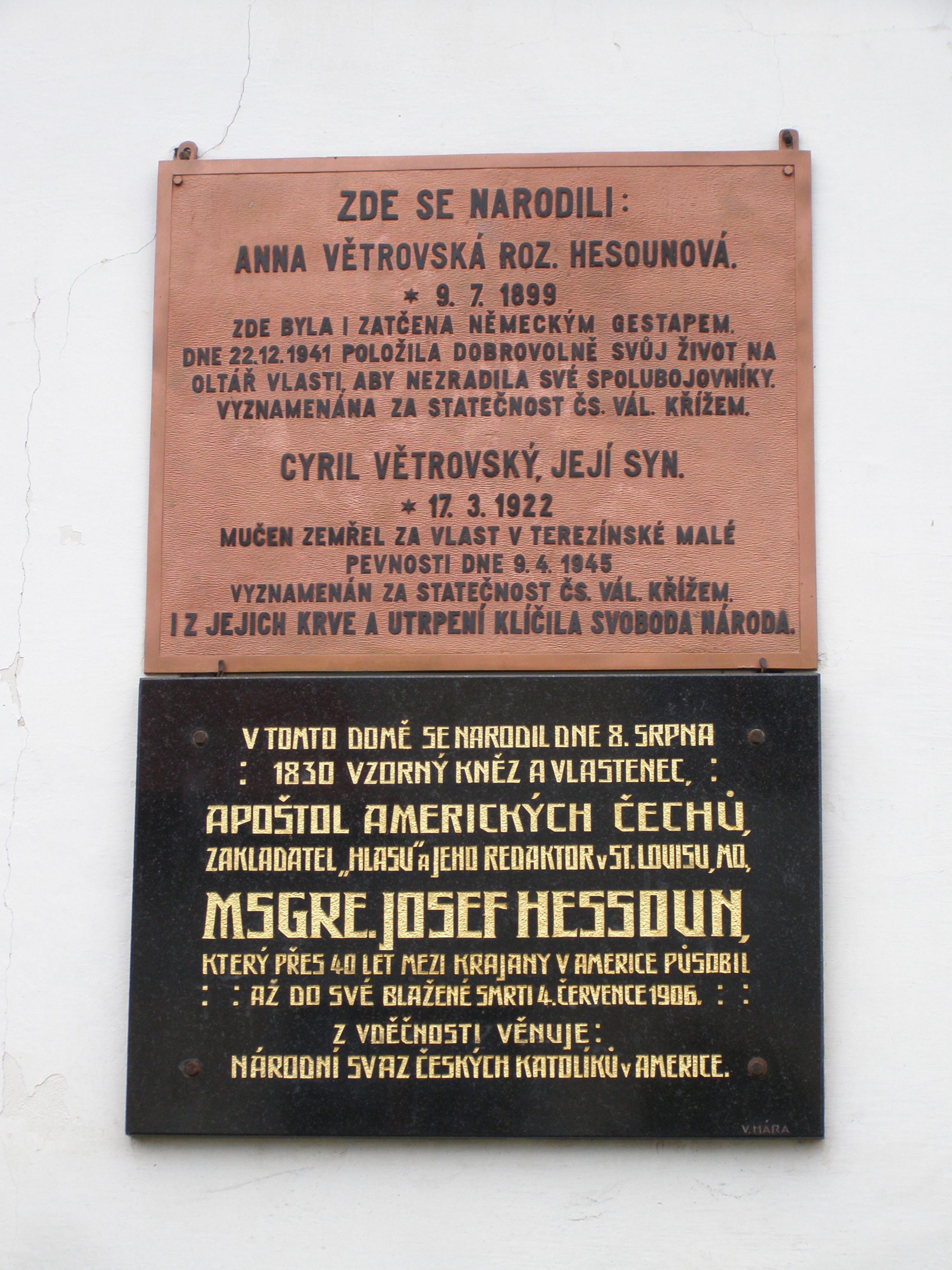
Pamětní deska Anně a Cyrilu Větrovských a pamětní deska Josefu Hessounovi